# Wikariat Amarante
Wikariat Amarante − jeden z 22 wikariatów diecezji Porto, składający się z 41 parafii:
- Parafia Najświętszej Maryi Panny w Aboadela
- Parafia św. Piotra w Aboim
- Parafia św. Gonçalo w Amarante
- Parafia św. Paio w Anciães
- Parafia św. Piotra w Ataíde
- Parafia św. Mammeda w Bustelo
- Parafia św. Piotra w Canadelo
- Parafia św. Krzysztofa w Candemil
- Parafia św. Marcina w Carneiro
- Parafia św. Marcina w Carvalho de Rei
- Parafia Wniebowzięcia Najświętszej Maryi Panny w Cepelos
- Parafia św. Cypriana w Chapa
- Parafia św. Jakuba w Figueiró
- Parafia św. Krystyny w Figueiró
- Parafia Najświętszej Maryi Panny we Fregim
- Parafia Boskiego Zbawiciela we Freixo de Baixo
- Parafia św. Michała we Freixo de Cima
- Parafia św. Faustyna we Fridão
- Parafia św. Jana Chrzciciela w Gatão
- Parafia Najświętszej Maryi Panny w Gondar
- Parafia św. Szymona w Gouveia
- Parafia Najświętszej Maryi Panny w Jazente
- Parafia św. Piotra w Lomba
- Parafia św. Jana Chrzciciela w Louredo
- Parafia Boskiego Zbawiciela w Lufrei
- Parafia św. Marii Magdaleny w Madalena
- Parafia św. Marcina w Mancelos
- Parafia św. Paio w Oliveira
- Parafia św. Paio w Olo
- Parafia św. Andrzeja w Padronelo
- Parafia Boskiego Zbawiciela w Real
- Parafia Matki Bożej Śnieżnej w Rebordelo
- Parafia św. Izydora w Sanche
- Parafia Boskiego Zbawiciela w São Salvador do Monte
- Parafia w São Veríssimo
- Parafia św. Andrzeja w Telões
- Parafia Boskiego Zbawiciela w Travanca
- Parafia św. Jana Chrzciciela w Várzea
- Parafia św. Michała w Vila Caiz
- Parafia św. Stefana w Vila Chã do Marão
- Parafia Boskiego Zbawiciela w Vila Garcia